# Forrest Lamp
Forrest Lamp (Venice, 21 febbraio 1994) è un giocatore di football americano statunitense attualmente free agent, che milita nel ruolo di offensive guard nella National Football League (NFL).

## Carriera universitaria
Lamp al college giocò a football alla Western Kentucky University dal 2013 al 2016. Iniziò giocando come offensive tackle destro prima di passare  prima di passare sul lato sinistro per il resto della carriera nel college football, chiudendo con 51 presenze.

## Carriera professionistica
Lamp fu scelto dai Los Angeles Chargers nel corso del secondo giro (37º assoluto) del Draft NFL 2017. Il 2 agosto si ruppe il legamento crociato anteriore durante il training camp, perdendo la sua intera stagione da rookie.